# Гъскарска лагуна
Гъскарската лагуна (на гръцки: Λιμνοθάλασσα Καλοχωρίου) е малка лагуна в северната част на Солунския залив (Термайкос), Гърция.

## Местоположение
Лагуната е разположена в северната част на Солунския залив, на 8 km западно от град Солун, веднага южно от село Гъскарка (Калохори) и източно от устието на река Галик (Галикос).

## Формиране
Формирането на с лагуната е уникално за Гърция – това е нова влажна зона, която постепенно се създава от средата на 60-те години на XX век в резултат на слягането на почвата, причинено от прекомерното изпомпване на вода от подземните водоносни хоризонти в съчетание с рохкава структура на почвата. Преди отклоняването на река Вардар (Аксиос) в 1934 година районът е покрит с обширни блата. В периода 1955 – 1980 година водоснабдителната компания на Солун пробива много кладенци в района на река Галик за водоснабдяването на Солун, като същевременно в същия период много повече кладенци са направени от частни лица. В резултат на това нивото на подпочвените води в района спада с 36 m от 1976 година. Поради рохкавата си текстура глинестата почва се сляга в различни части на лагуната до дълбочина до 3 – 4 m под морското равнище. Сегашната лагуна е създадена от морската вода, която прониква под земята, но също и от дъждовната вода. За създаването на лагуната допринася и изграждането на крайбрежна дига в 1976 година, която има за цел да защити Гъскарка от наводнения.

## Описание
Лагуната е една от най-важните зони на Националния парк „Делта на Вардар-Колудей-Бистрица“, тъй като приютява голям брой птици и други биологични видоне през всички сезони на годината. Голям брой фламинги често намират убежище в лагуната, намирайки изобилие от храна в плитките ѝ води. Лагуната е подложена на сериозен натиск, тъй като е близо до голям градски център.
Лагуната заема площ от 226 ha. Дъното на лагуната е на 0,5 – 1 метър под морето.